# Dol pri Ljubljani
Dol pri Ljubljani là một khu tự quản của Slovenia. Dol pri Ljubljani có diện tích 33,3 km², dân số là 4341 người (năm 2002).